# 2010년 동계 올림픽 칠레 선수단
2010년 동계 올림픽 칠레 선수단은 캐나다 밴쿠버에서 개최된 2010년 동계 올림픽에 참가한 올림픽 칠레 선수단이다.

## 알파인 스키
| 선수            | 종목            | 기록    | 순위 |
| --------------- | --------------- | ------- | ---- |
| 노에예 바라오나 | 여자 활강       | 1:57.47 | 34   |
| 노에예 바라오나 | 여자 슈퍼대회전 | 1:28.66 | 35   |
| 노에예 바라오나 | 여자 복합       | 2:24.25 | 28   |
| 노에예 바라오나 | 여자 회전       | 1:57.82 | 41   |
| 노에예 바라오나 | 여자 대회전     | DNF     | DNF  |
| 마우이 가이메   | 남자 활강       | 1:59.76 | 49   |
| 마우이 가이메   | 남자 슈퍼대회전 | 1:36.56 | 42   |
| 호르헤 만드루   | 남자 활강       | 2:01.72 | 56   |
| 호르헤 만드루   | 남자 슈퍼대회전 | DNF     | DNF  |
| 호르헤 만드루   | 남자 회전       | DNS     | DNS  |
| 호르헤 만드루   | 남자 대회전     | 2:51.55 | 52   |

## 같이 보기
- 올림픽 칠레 선수단

## 범례
|  | 세계 신기록                  |  |                   | 아프리카 신기록 |                      | Q | 예선 통과 |
|  | 올림픽 신기록                |  | 북아메리카 신기록 | DNS             | 경기를 시작하지 않음 |   |           |
|  |                              |  | 아시아 신기록     | DNF             | 경기를 마치지 않음   |   |           |
|  | 국가 신기록                  |  | 유럽 신기록       | DSQ             | 실격                 |   |           |
|  | 개인 최고 기록 (개인 신기록) |  | 오세아니아 신기록 | WD              | 기권                 |   |           |
|  | 시즌 최고 기록 (시즌 신기록) |  | 남아메리카 신기록 | NM              | 기록 없음            |   |           |